# Thomas Guillotte
Pour les articles homonymes, voir Guillotte.
 (août 2017).
Thomas Guillotte, seigneur de Coigny et de Franquetot.

## Biographie
Thomas Guillotte, fils de Jean Guillotte et de Marie de Saint-Germain, anoblie en 1543, et qui prit en 1583 le nom de Franquetot, fut seigneur de Franquetot et de Coigny. La famille donna plusieurs ducs et maréchaux de France : François Henri de Franquetot de Coigny et François de Franquetot de Coigny.